# Cecil Craig
Cecil Mary Nowell Dering Craig, vicomtesse Craigavon (22 janvier 1883 - 23 mars 1960) est une syndicaliste britannique. 

## Biographie
Cecil Mary Nowell Dering Craig est née Cecil Mary Nowell Dering Tupper au 26 Chester Terrace, Belgrave Square, à Londres, le 22 janvier 1883. Son père est contrôleur adjoint du département du lord chambellan de la maison du roi, Sir Daniel Tupper, et sa mère est Mary Tupper (née Dering). 

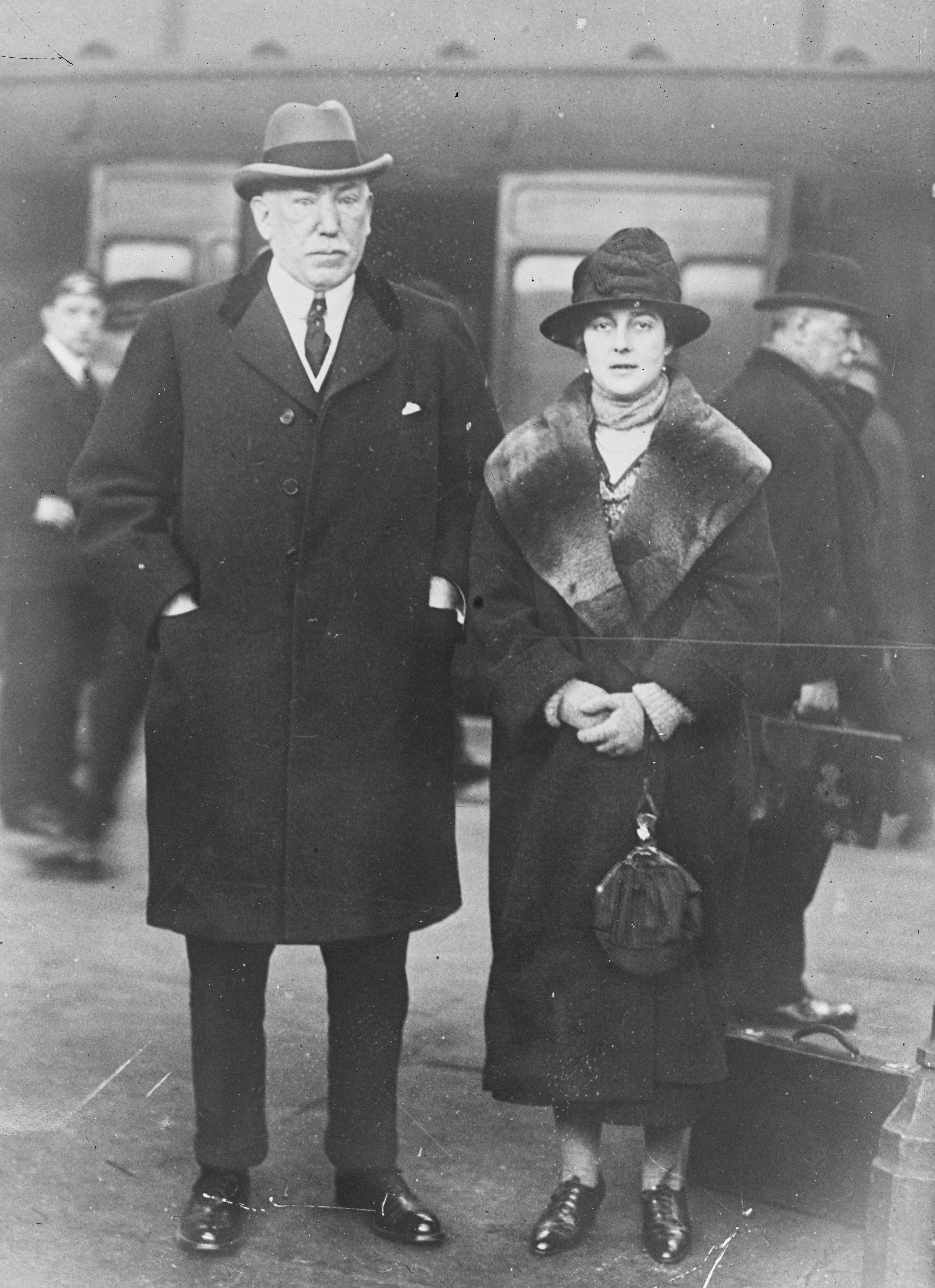
James et Cecil Craig en 1924.

En 1904, elle rencontre son futur mari, James Craig, 1er vicomte Craigavon lors d'une fête de tir dans le comté de Tyrone. Ils se marient en mars 1905 à la Chapel Royal du palais Saint James à Londres. Ils ont deux fils jumeaux et une fille, James Craig (2e vicomte Craigavon), l'honorable Patrick William Dennis Craig (2 mars 1906 - 15 août 1972) et l'honorable Ellinor Aileen Cecil Craig (20 août 1907 - 23 avril 1978),. 
Après avoir déménagé en Ulster, elle devient active dans la politique locale. Craig est membre fondatrice de l'Ulster Women's Unionist Council (UWUC), vice-présidente de 1912 à 1923 et présidente de 1923 à 1942. Elle dirige la délégation de l'UWUC à la conférence des femmes de 1933 à Londres. Elle sert également pendant plus de 20 ans en tant que vice-présidente de l'Ulster Unionist Council. En 1927, elle devient Lady Craigavon lorsque son mari est créé vicomte Craigavon. Tout au long de la carrière politique de son mari, Craig s'intéresse et participe à ses activités politiques. En raison de la mauvaise santé de son mari, elle assume la responsabilité de bon nombre de ses fonctions publiques lors de la visite royale de 1937 en Irlande du Nord. Tout au long des années 1920 et 1930, elle l'accompagne lors de ses nombreuses visites internationales. Elle est gouverneure et patronne de l'hôpital d'Ulster pour les femmes et les enfants. 
En 1941, elle est faite Dame Commandeur de l'Empire britannique (DBE) et est également commandeur de l'Ordre de Saint-Jean. Elle s'installe en Angleterre après la mort de son mari en 1940. 
Craig meurt à son domicile de Mere dans le Wiltshire, le 23 mars 1960. Elle est enterrée à côté de son mari dans le parc de Stormont. Un pont sur le Lough Erne entre Transa Island à Derrymacusey est construit en 1936 et est nommé en son honneur. 